# Lijst van Pruisische ministers van het Koninklijk Huis
Dit is een lijst van ministers van het Koninklijk Huis van Pruisen.
- 1819-1851: Wilhelm zu Sayn-Wittgenstein-Hohenstein
- 1856-1858: Ludwig von Massow
- 1861-1885: Alexander von Schleinitz
- 1861-1888: Otto zu Stolberg-Wernigerode
- 1888-1907: Wilhelm von Wedel-Piesdorf
- 1907-1918: August zu Eulenburg